# PowerPC e200
Pour les articles homonymes, voir E200 (homonymie).
Le nom PowerPC e200  désigne une famille  de microprocesseurs 32 bits de l'architecture Power (Power Architecture) dont les cœurs ont été développés par la compagnie Freescale elle-même issue de Motorola. Le cœur Power PC e200 est architecturé selon les préconisations du "Book E" sur sa portion 32 bits. Power ISA v2.03 catégorie "Embedded". Cette famille cible particulièrement les designs system on chip. Elle est donc conçue pour des applications et des systèmes embarqués.
Le PowerPC e200 possède un core RISC avec un cache unifié données/instructions à 8 voies (associatif par ensembles et par blocs).
| version | étages pipeline | cache |
| ------- | --------------- | ----- |
| e200z0  | 4               | 0     |
| e200z1  | 4               | 0     |
| e200z3  | 4               | 0     |
| e200z4  | 5               | 16Ko  |
| e200z6  | 7               | 32Ko  |
| e200z7  | 10              | 32Ko  |

Le processeur core du e200 n'est pas compatible avec l'ancienne PowerPC Architecture 1.10.
Le core e200 est le CPU de plusieurs processeurs de Freescale :
- Les familles  MPC55xx et MPC56XX pour l'automobile.